# Барон Дисиз

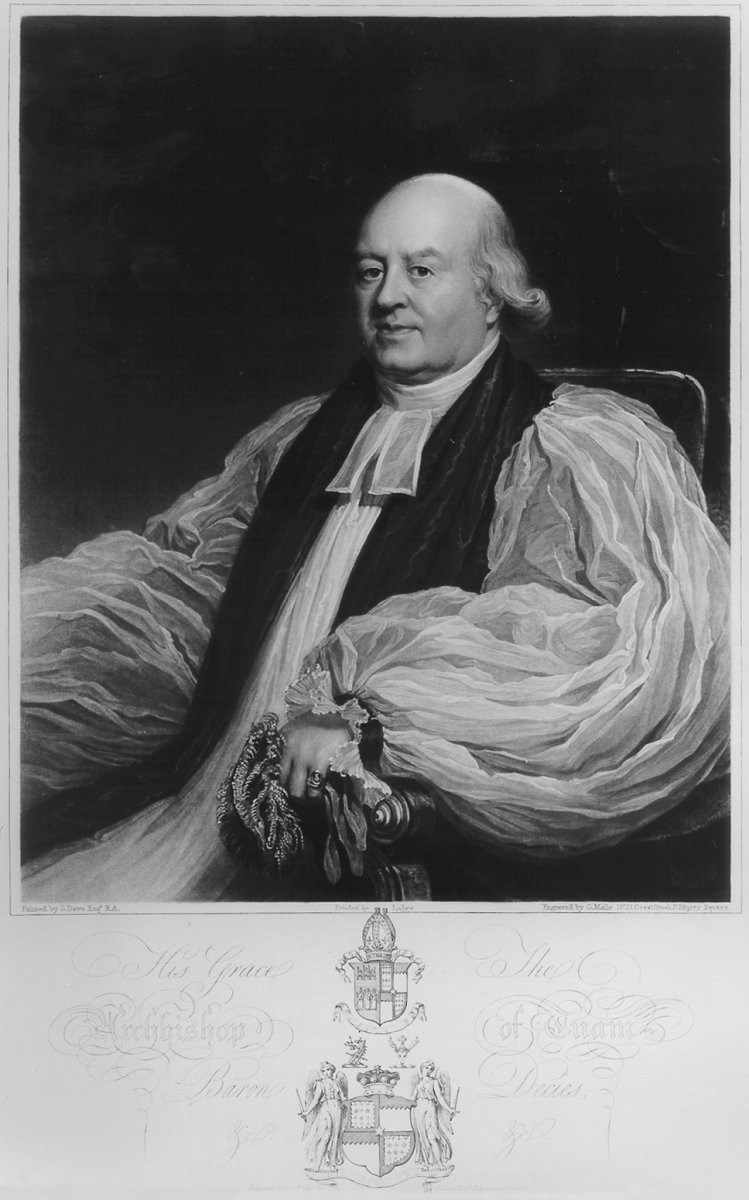
Уильям Бересфорд, 1-й барон Десиз (1743—1819), архиепископ Туама (1794—1819)

Барон Дисиз из Дисиза в графстве Уотерфорд — наследственный титул в системе пэрства Ирландии. Он был создан 21 декабря 1812 года для его преосвященства Уильяма Бересфорда (1743—1819), архиепископа Туама (1794—1819). Он был третьим сыном Маркуса Бересфорда, 1-го графа Тирона (1694—1763), и младшим братом Джорджа Бересфорд, 1-го маркиза Уотерфорда (1735—1800). Его сын, Джон Бересфорд, 2-й барон Дисиз (1773—1855), женился на Шарлотте Филадельфия Хорсли (ум. 1852), единственной дочери и наследнице Роберта Хорсли, и принял дополнительную фамилию «Хорсли» в 1810 году. Тем не менее ни один из последующих баронов не употреблял двойную фамилию. Его внук, Джон Грэм Хоуп де ла Поэр Бересфорд, 5-й барон Дисиз (1866—1944), был майором британской армии, а также заседал в Палате лордов Великобритании как ирландский пэр-представитель в 1912—1944 годах.
По состоянию на 2025 год носителем титула являлся его внук, Маркус Хью Тристрам де ла Поэр Бересфорд, 7-й барон Дисиз (ум. 1948), который стал преемником своего отца в 1992 году.

## Бароны Дисиз (1812)
- 1812—1819: Уильям Бересфорд, 1-й барон Дисиз[англ.] (16 апреля 1743 — 6 сентября 1819), младший (третий) сын Маркуса Бересфорда, 1-го графа Тирона (1694—1763). Епископ Дромора (1780—1782), епископ Оссори (1782—1794) и архиепископ Туама (1794—1819)[1]
- 1819—1855: Джон Хорсли-Бересфорд, 2-й барон Дисиз (20 января 1773 — 1 марта 1855), старший сын предыдущего[2]
- 1855—1893: Уильям Роберт Джон Хорсли-Бересфорд, 3-й барон Дисиз (июнь 1811 — 3 июля 1893), единственный сын предыдущего[3]
- 1893—1910: Уильям Марк де ла Поэр Бересфорд, 4-й барон Дисиз (12 января 1865 — 30 июля 1910), старший сын предыдущего[4]
- 1910—1944: Джон Грэм Хоуп де ла Поэр Бересфорд, 5-й барон Дисиз (5 декабря 1866 — 31 января 1944), второй сын 3-го барона, младший брат предыдущего[5]
- 1944—1992: Артур Джордж Маркус Дуглас де ла Поэр Бересфорд, 6-й барон Дисиз (24 апреля 1915 — 7 ноября 1992), единственный сын предыдущего[6]
- 1992 — настоящее время: Маркус Хью Тристрам де ла Поэр Бересфорд, 7-й барон Дисиз (род. 5 августа 1948), единственный сын предыдущего[7]
  - Наследник титула: достопочтенный Роберт Марк Дункан де ла Поэр Бересфорд (род. 14 июля 1988), старший сын предыдущего[8].